# Гай Сервілій Тукка
Гай Серві́лій Ту́кка (лат. Gaius Servilius Tucca; III століття до н. е.) — політичний, державний і військовий діяч Римської республіки, консул 284 року до н. е.

## Біографія
Походив з патриціанського роду Сервіліїв. Про нього збереглося вкрай мало відомостей.
284 року до н. е. його було обрано консулом разом з Луцієм Цецилієм Метеллом Дентером. Вони очолили римське військо у війні проти галльського племені сенонів на чолі із їхнім вождем Бритомаром. У цьому році відбулася битва при Ареціумі (сучасне Ареццо), в якій римляни зазнали поразки. Луцій Цецілій загинув у битві або був страчений після неї, через що було обрано консулом-суффектом Манія Курія Дентата. Про Гая Сервілія протягом усього періоду тогорічного консулату жодних значних фактів невідомо.
З того часу про подальшу долю Гая Сервіля Тукки згадок немає.